# Ріна Мореллі
Ріна Мореллі (італ. Rina Morelli; 6 грудня 1908 — 17 липня 1976) — італійська акторка.

## Життєпис
Справжнє ім'я — Ельвіра.  
Народилася в акторській сім'ї. Дебютувала на професійній сцені в 1924 році. У 1938—1939 роки — актриса театральної компанії «Театр Елізео». У 1939 році дебютувала в костюмно-історичній картині Алессандро Блазетті «Пригоди Сальватора Розі» (герцогиня Ізабелла ді Торніано). З 1945 року Ріна Мореллі почала тривалу співпрацю з кінорежисером Лукіно Вісконті. В цей же час стала дружиною актора і режисера Паоло Стоппа. Активно працювала в театрі. Прославилася виконанням заголовних ролей у п'єсах Ануйя, Шекспіра, Гольдоні, Чехова, Кокто, Сартра, Вільямса. Ріна Мореллі — актриса емоційного, чуттєвого напруження прекрасно вписувалася в фільми великого Лукіно Вісконті: гувернантка Лаура в драмі «Почуття» (1954), принцеса Марія Стелла Саліна в «Леопарді» (1963). Знімалася актриса і в останній картині майстра — «Невинний» (мати Туліо, 1976). Ріна Мореллі грала майже у всіх театральних постановках Лукіно Вісконті. З успіхом грала і в фільмах Маріо Болоньїні — Росарія в екранізації роману В. Бранкато «Красунчик Антоніо» (1960), «Ла Віачча» (1961), антифашистської стрічці «Лібера, любов моя» (1974), Рене Клемана — «Як радісно жити»(Роза Фоссаті, 1961).
Активно записувалася на радіо і знімалася на ТБ в серіалах «Будденброки», «Сестри Матерацці».

## Фільмографія
- Un'avventura di Salvator Rosa (1939)
- Залізна корона / La corona di ferro (1941)
- Sissignora (1941)
- Maria Malibran (1942)
- Федора / Fedora (1942)
- 1942 — Дон Джованні / Don Giovanni
- Il nostro prossimo (1943)
- Quartetto pazzo (1944)
- Che distinta famiglia! (1944)
- 1946 — Чорний Орел / Aquila Nera
- Fabiola (1949)
- Il Cristo proibito (1951)
- Altri tempi — Zibaldone n. 1 (1952)
- Почуття / Senso (1954)
- Cento anni d'amore (1954)
- L'intrusa (1955)
- Le diciottenni (1955)
- Andrea Chénier (1955)
- Gli zitelloni, regia di Giorgio Bianchi (1958)
- Città di notte (1958)
- 1960 : Красунчик Антоніо / (l bell'Antonio) — Розарія Маньяно
- Totò, Fabrizi e i giovani d'oggi (1960)
- Як радісно жити / Che gioia vivere (1961)
- La viaccia (1961)
- Il suffit d'aimer (1961)
- Il delitto non paga (1962)
- Il giorno più corto (1963)
- Леопард / Il Gattopardo (1963)
- Fatti di gente perbene (1974)
- L'albero dalle foglie rosa (1974)
- Невинний / L'innocente (1976)